# Mahmud II của Đại Seljuk
Mahmud II (tên đầy đủ: Mahmud bin Muhammad bin Malikshah; tiếng Ba Tư: محمود بن محمد بن ملكشاه; k. 1105 – 1131) là hoàng đế (Sultan) của Seljuk ở Baghdad kể từ năm 1118 sau cái chết của vua cha Muhammad I. Mahmud lên ngôi lúc 14 tuổi và cai trị Iraq và Ba Tư.

## Tiểu sử
Thời sơ kỳ triều đại Mahmund II, vua chư hầu Garshasp II và từng là sủng thần của vua cha Muhammad I, bị ruồng bỏ. Những lời đồn đại vu khống về ông ta lan tới cung đình khiến Mahmud bắt đầu nghi ngờ ông ta. Mahmud điều động binh lính đến Yazd, bắt Garshasp và bắt ông ta nhốt ở Jibal. Tuy nhiên Garshasp bỏ trốn và quay trơr lại Yazd, tại đây ông ta cầu xin sự giúp đỡ từ anh rể Ahmad Sanjar, địch thủ của Mahmud. Garshasp thúc giục Ahmad đem binh đánh lãnh địa của Mahmud ở miền trung Ba Tư và cho ông ta thông tin về cách làm thế nào để hành quân tới miền Trung Ba Tư, và những cách để chống Mahmud. Ahmad chấp thuận và khởi binh tiến về phía tây năm 1119, nơi ông ta cùng với năm vị vua chư hầu đánh bại Mahmud ở Saveh. Những vị vua chư hầu giúp Ahmad đánh Mahmud bao gồm chính Garshasp II, tiểu vương xứ Sistan và Khwarazm-Shah, cùng hai chư hầu vô danh khác. Sau đại thắng, Ahmad phục hồi lãnh địa của Garshasp II.
Ahmad tiến binh về Baghdad, ép Mahmud cưới con gái mình, và ép Mahmud chấp nhận đại quyền của mình, và giao nộp các vùng đất chiến lược ở Bắc Ba Tư.
Quyền binh của Mahmud liên tục bị đe doạ bởi những người em của ông, Mas'ud và Toghril. Cả hai đều được phong vương ở các tỉnh quan trọng và liên tục ra mặt chống Mahmud giống như một vài tiểu vương (êmia) và lãnh chúa địa phương. Mas'ud dây binh tạo phản năm 1120, nhưng cuộc nội chiến kết thúc vào năm sau do sự can thiệp của thái trụ Mosul Aq Sonqor Bursuqi và Mas'ud được ân xá. Năm 1127, ông phong Anushirvan ibn Khalid làm tể tướng của mình, nhưng cách chức ông ta chỉ một năm sau đó. Ngoài ra, do dính phải khó khăn về tài chính, quốc khố trống rỗng, Mahmud phải cắt nhiều đất phong cho bề tôi của mình. Và cũng vì thế mà 1127 mà Imad ad-Din Zengi được phong làm thái trụ (Atabeg) của Mosul.
Dưới triều Mahmud, vua Davit IV của Gruzia từ bỏ triều cống. Mahmud được tin, lập tức tụ tập chư hầu và kêu gọi một cuộc thánh chiến chống lại Gruzia. Ước tính, đại quân Hồi giáo có quy mô lên tới 40-60 vạn quân bị 5 vạn quân Gruzia đánh bại ở Shirvan.
Sultan Mahmud II còn có thú chơi chim săn mồi, chó săn và báo gấm. Ông được xem là một vị vua anh minh, sáng suốt và rất uyên bác. Ông mất vào ngày 10 tháng 9 năm 1131 khi mới 27 tuổi.

## Trích dẫn
1. 1 2 3  Bosworth 1968, tr. 120.
2. ↑  Bosworth 1983, tr. 328-329.